# Поццоли, Сильвер
Сильвер Поццоли (Сильвио Поццоли, род. в 1953 году) — итальянский певец в стиле итало-диско популярный в 80-е годы.
Его наиболее популярными песнями, известными в разных странах, были: «Around My Dream» (1984), «Step By Step» (1985).
В 1986 году вышел его альбом «Silver». Он, также, был участником итальянской студийной хаус-группы Clubhouse.
Сингл «Around My Dream» позднее несколько раз переиздавался: в 1986 году вышел его ремикс, в 1993 году в Италии вышла ещё одна его версия, в 2005 году в Германии под лейблом Dance Street вышел ещё один его ремикс.
В 1994 году Сильвер записал сингл в стиле евродэнс «Don’t Forget Me», который вышел в Италии под лейблом PL,и в Германии под лейблом ZYX Music.

## Синглы
- 1984 — «Around My Dream»
- 1985 — «Step By Step»
- 1985 — «Mad Desire» (как вокалист песни Дена Хэрроу)
- 1986 — «Around My Dream» (Remix)
- 1986 — «From You To Me»
- 1987 — «Pretty Baby»
- 1987 — «Chica Boom»
- 1987 — «Cross My Heart» (Many Records)
- 1987 — «Take My Heart»
- 1988 — «Let Me Be Your Love» (написана совместно с Дэвидом Лаймом)
- 1988 — «Love Is The Best» (TIME Records)
- 1992 — «With Or Without You»
- 1992 — «Sing Sing Sing Along» (ZYX Music)
- 1993 — «Around My Dream '93»
- 1994 — «Don’t Forget Me» (ZYX Music)